# Tretauto

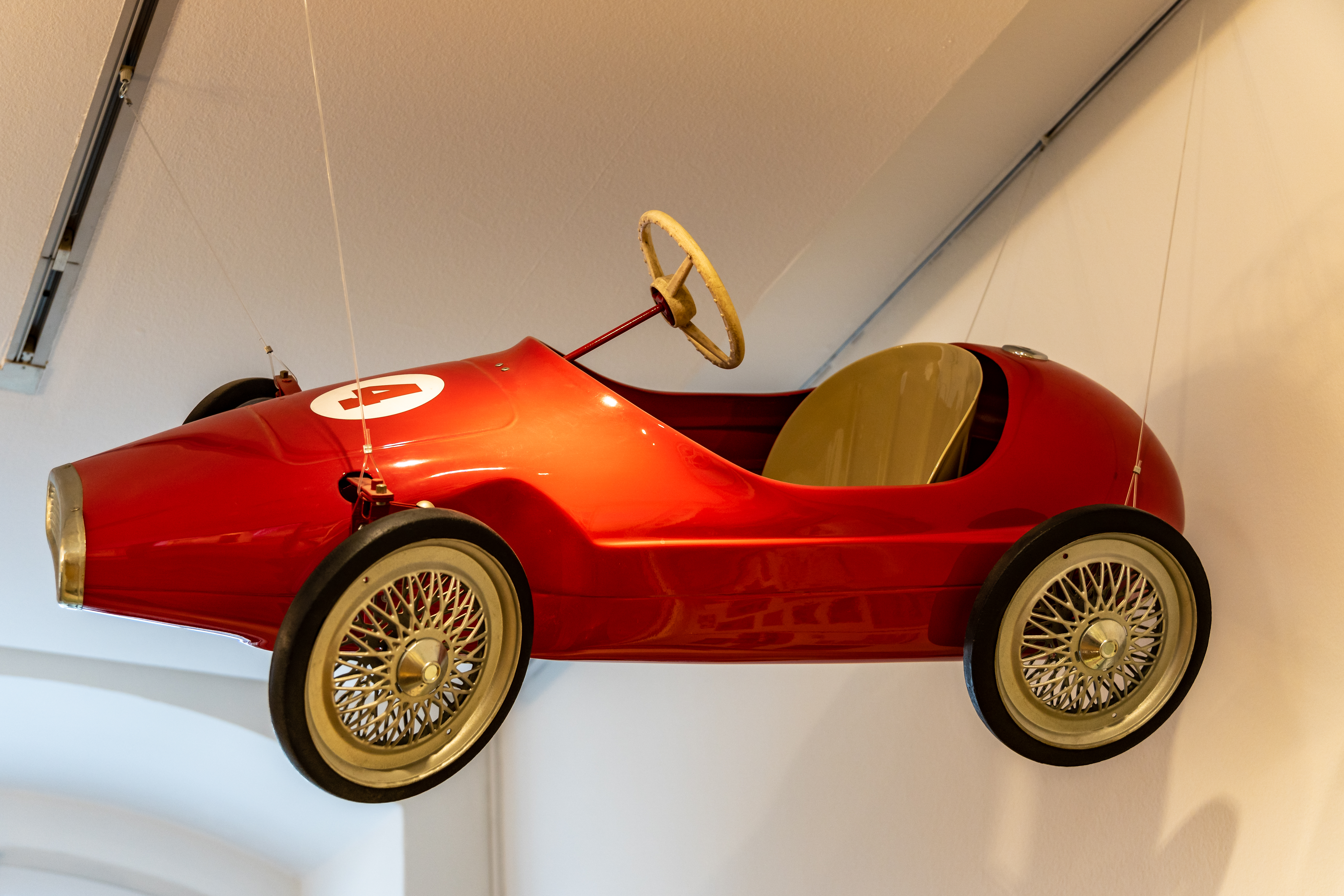
Tri-ang-Tretauto im Stadtmuseum Iserlohn

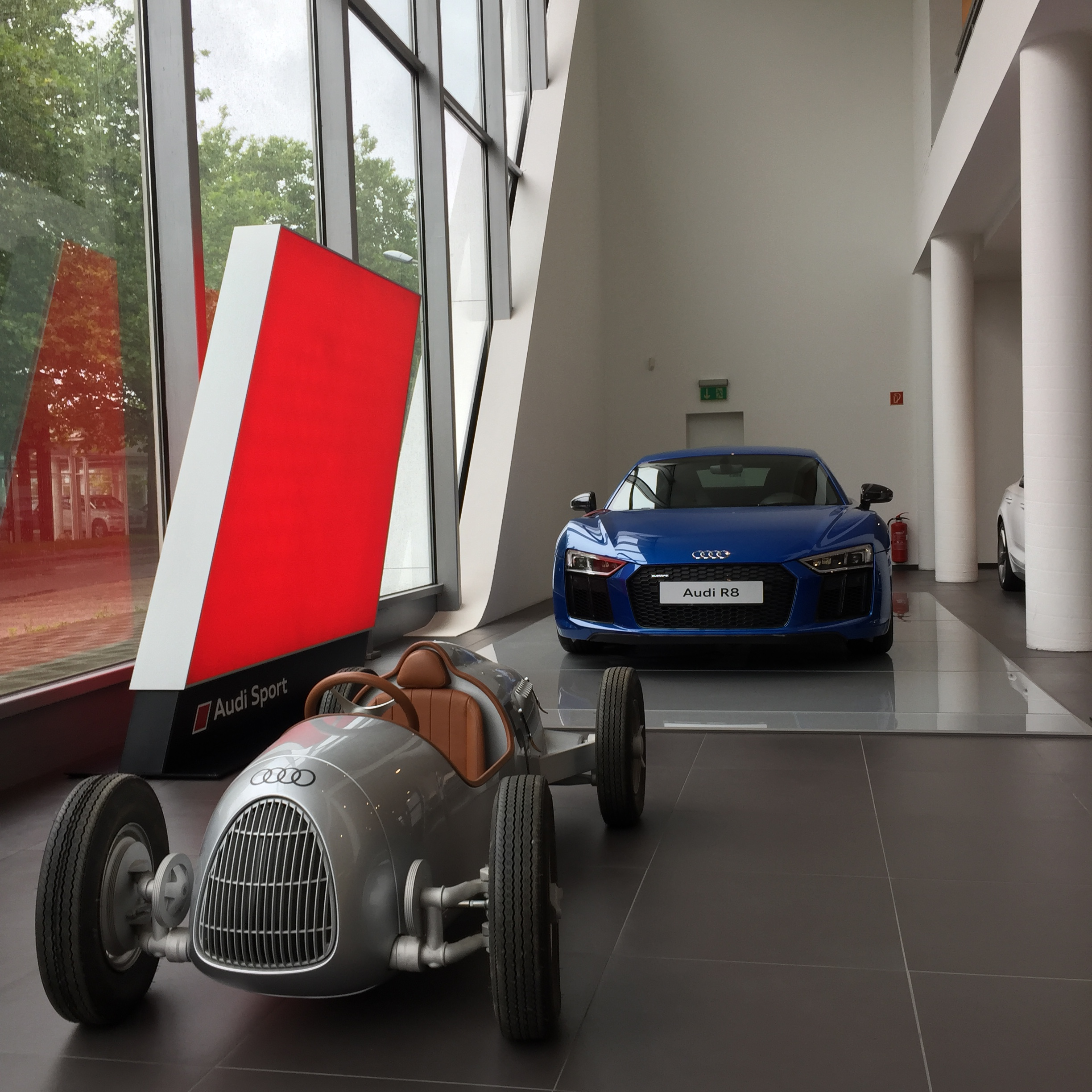
Modernes Tretauto, Nachbildung eines Auto-Union-Rennwagens

Ein Tretauto ist ein durch Treten von Pedalen angetriebenes Fahrzeug für Kinder. Im 21. Jahrhundert wurden auch Modelle für Erwachsene entwickelt.

## Geschichte
Das erste Tretauto wurde 1853 in New York auf der Exhibition of the Industry of All Nations World’s Fair vorgestellt. In Deutschland wurden die ersten Tretautos erst um 1900 hergestellt. Oft waren sie realen Automodellen nachgebildet. Sie verfügten über Handbremse, Hupe, Blinker und Polstersitze. Zu den frühen Herstellern gehörte die Firma Löffler in Hamburg, die schon 1910 sieben verschiedene Modelle für Kinder von drei bis 14 Jahre anbot, darunter eines mit sechs Sitzplätzen. Der Fürther Spielwarengroßhändler Moses Kohnstam (Moko) verkaufte Ende der 20er Jahre ein breites Sortiment von Kinderautos bis hin zum 1,70 Meter langen Cabriolet mit Faltdach.
Weitere namhafte Marken und Hersteller waren „Tri-ang Toys“ des britischen Unternehmens Lines Bros Ltd. von sowie die Marke Kettcar der Heinz Kettler GmbH & Co. KG. International nennt man die Fahrzeuge auch Gokart. Der Markenname „Kettcar“ verselbständigte sich in Deutschland im Laufe der Zeit als Gattungsname und man bezeichnete in der Umgangssprache häufig auch Tretautos anderer Marken als „Kettcar“.

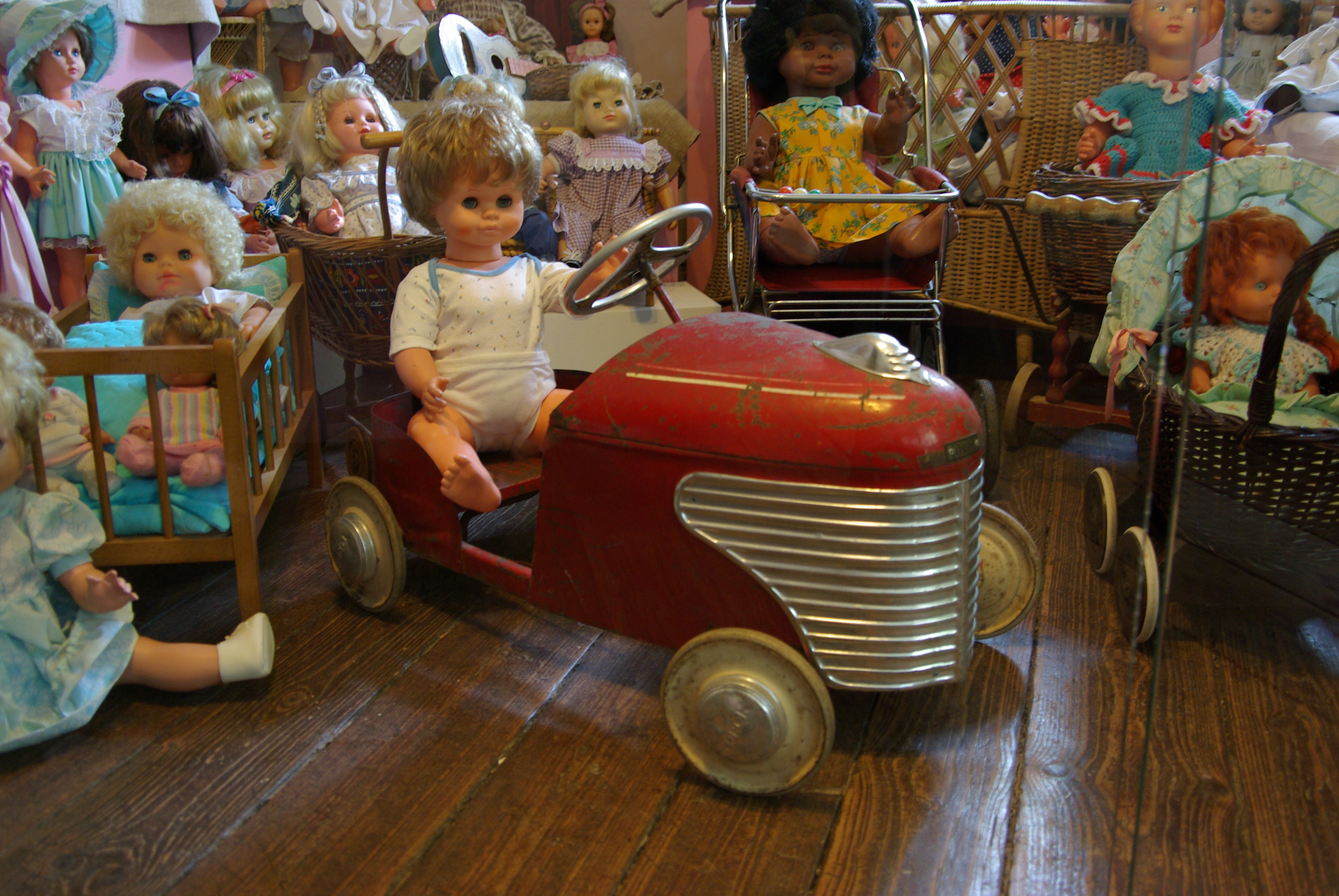
Tretauto im Volkskunde- und Freilichtmuseum Roscheider Hof
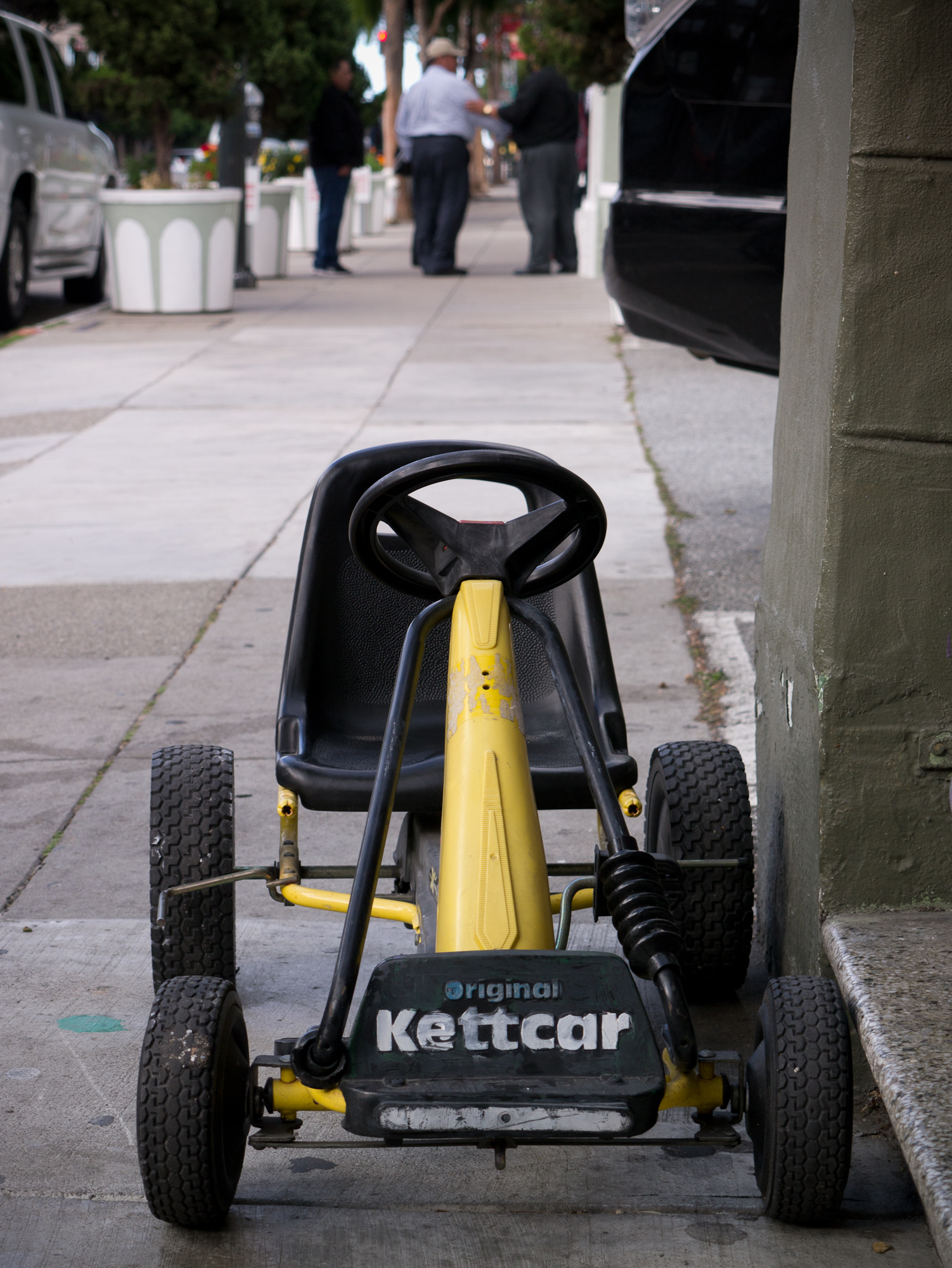
Kettcar, ein Original der deutschen Marke von Kettler
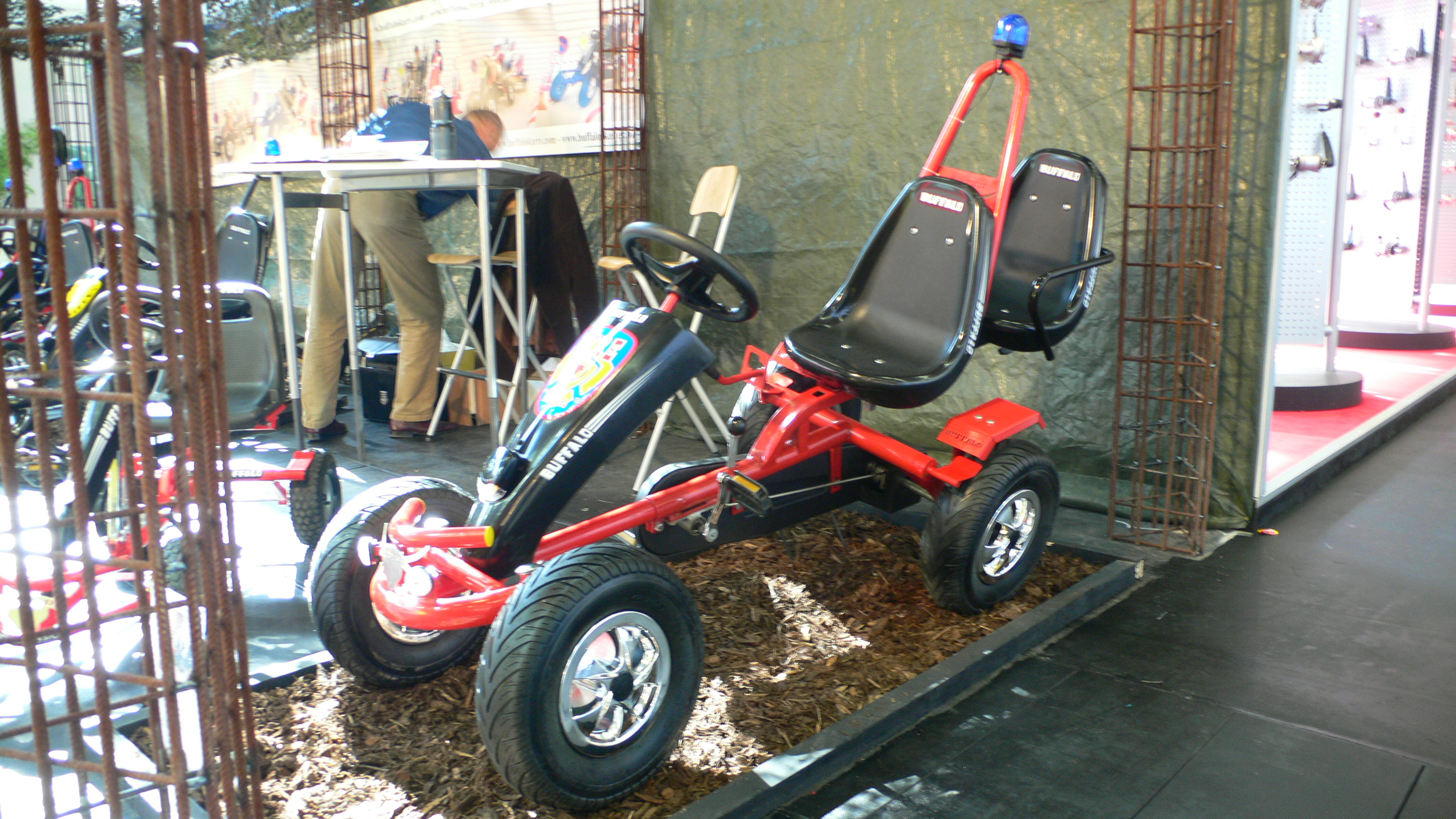
„Buffalo Gokart“, ein Doppelsitzer-Tretauto

Einfache Modelle werden noch immer mit Pendelpedalen angeboten. Sie sind meist aus Kunststoff hergestellt. Auch bieten im 21. Jahrhundert einzelne PKW-Hersteller Tretauto-Modelle ihrer Fahrzeuge an.

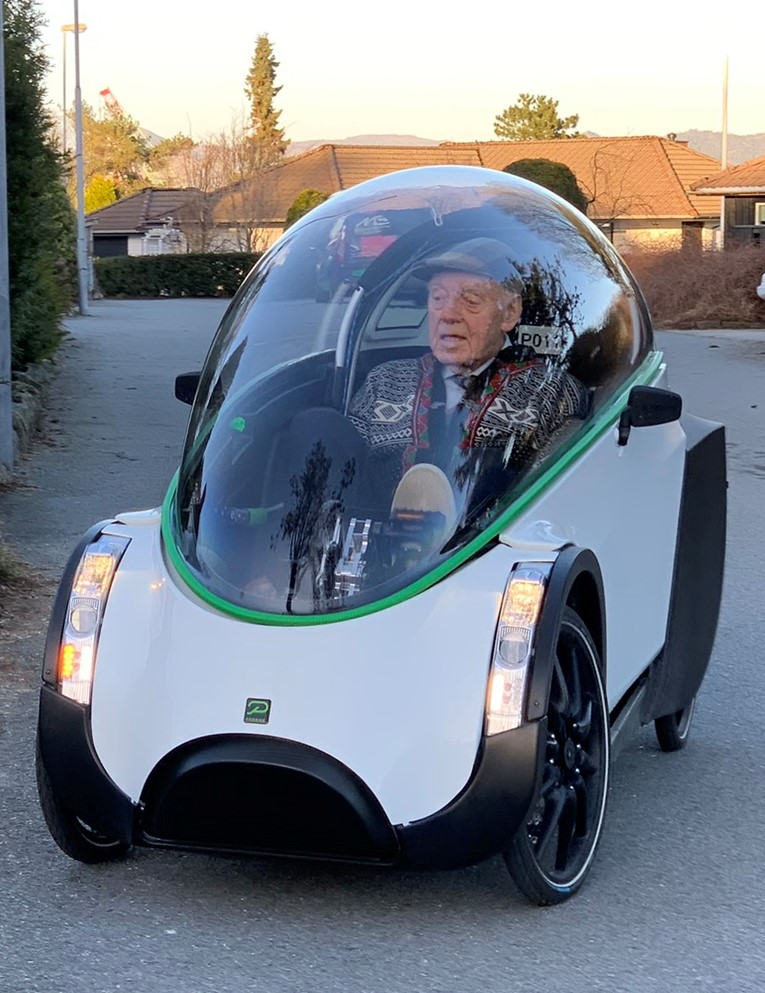
Tretauto „Frikar“ (2022)

Mit der Suche nach Alternativen im Personenverkehr und Transport im 21. Jahrhundert haben sich in Anlehnung an den traditionellen Transport mit Rikschas und sonstigen Lastenrädern Fahrzeuge entwickelt, die im weiteren Sinne als Tretauto betrachtet werden können; insbesondere wenn sie mit vier Rädern und mit Kabinen ausgestattet sind oder früheren Kleinwagen ähneln. Fahrradtaxis und Lastenräder haben oft nur drei oder weniger Räder. Ende der 2010er-Jahre wurden Fahrzeuge als „Velocar“ oder „Velomobil“ und „Quadvelo“ bekannt, die mit vier Rädern und Kabine ausgestattet sind. Die Fahrzeuge werden mit Muskelkraft betrieben und haben zusätzlich eine elektrische Antriebsunterstützung.

## Technik und Varianten
Die Räder werden direkt durch die Betätigung einer Tretkurbel angetrieben, bei denen über Verbindungsstangen Pendelpedalen angebracht sind. 1962 wurde mit Einführung des Kettcars mittels einer Fahrradkette angetrieben. Anfangs wurden die Fahrzeuge meist aus Weißblech und später zunehmend aus Kunststoff hergestellt. Velomobil oder „Velocar“ und „Quadvelo“ stehen für neuere Entwicklungen mit Hybridfahrzeugen für Erwachsene im 21. Jahrhundert.

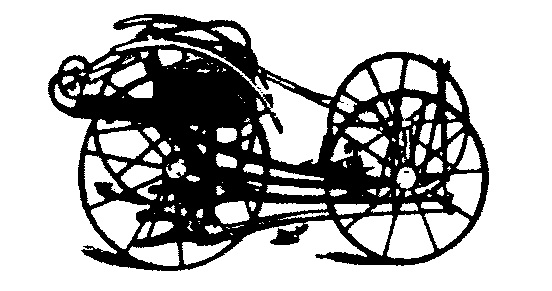
Kindertretauto von Prinz Napoléon Eugène Louis Bonaparte (1863)
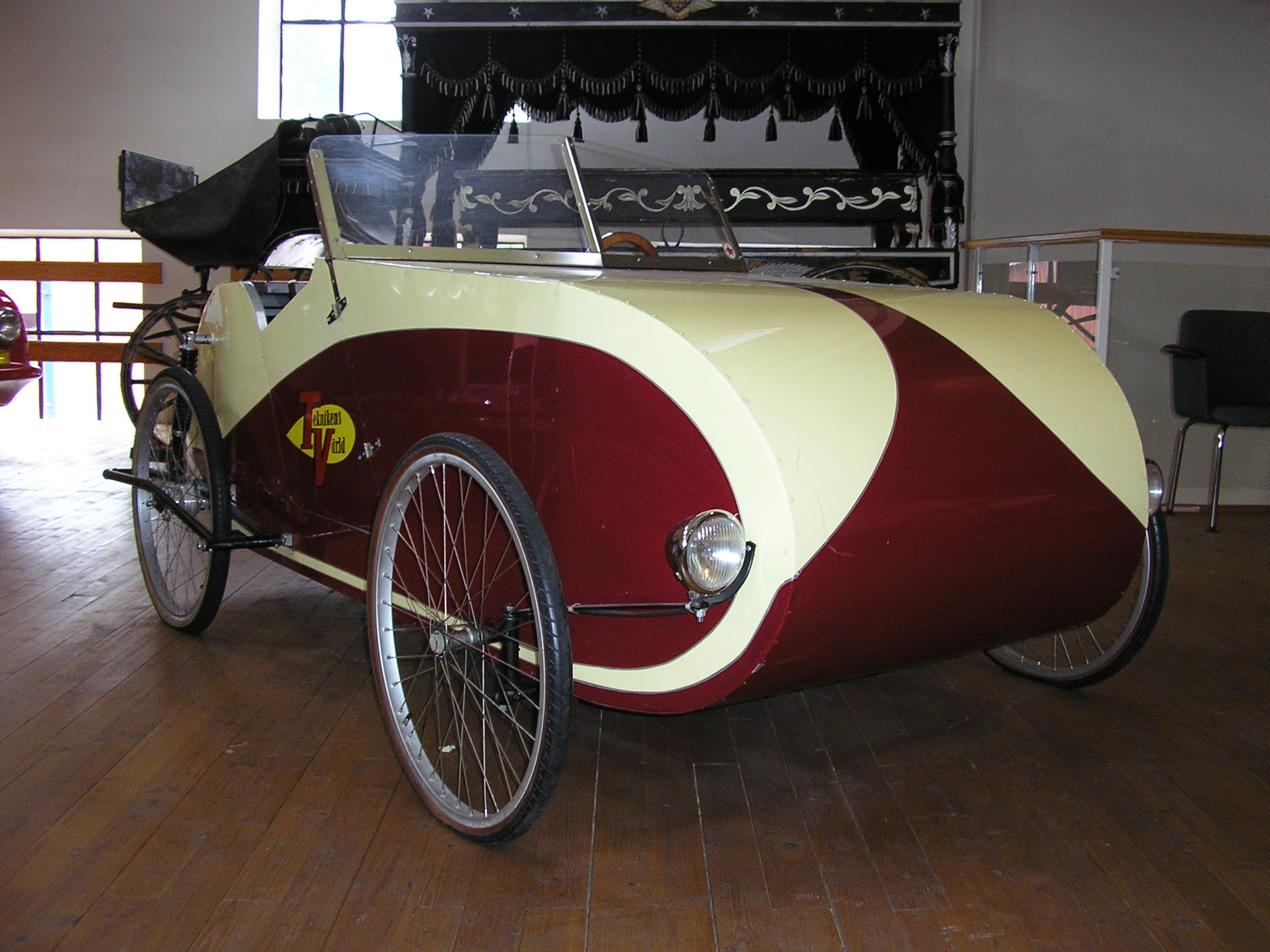
Tretauto „Fantom“ für Erwachsene (1950er-Jahre)
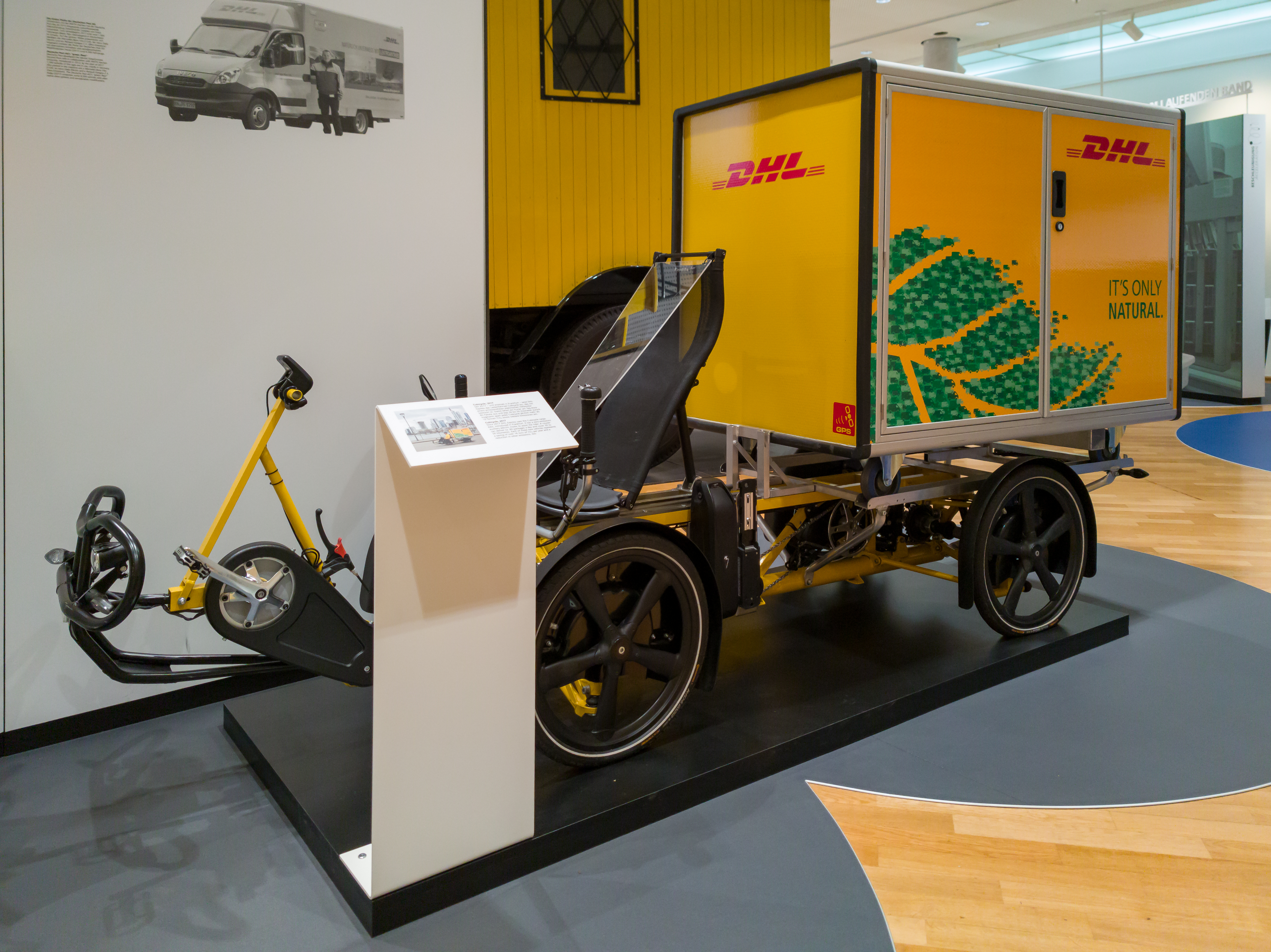
Postlieferfahrzeug (2010er-Jahre)
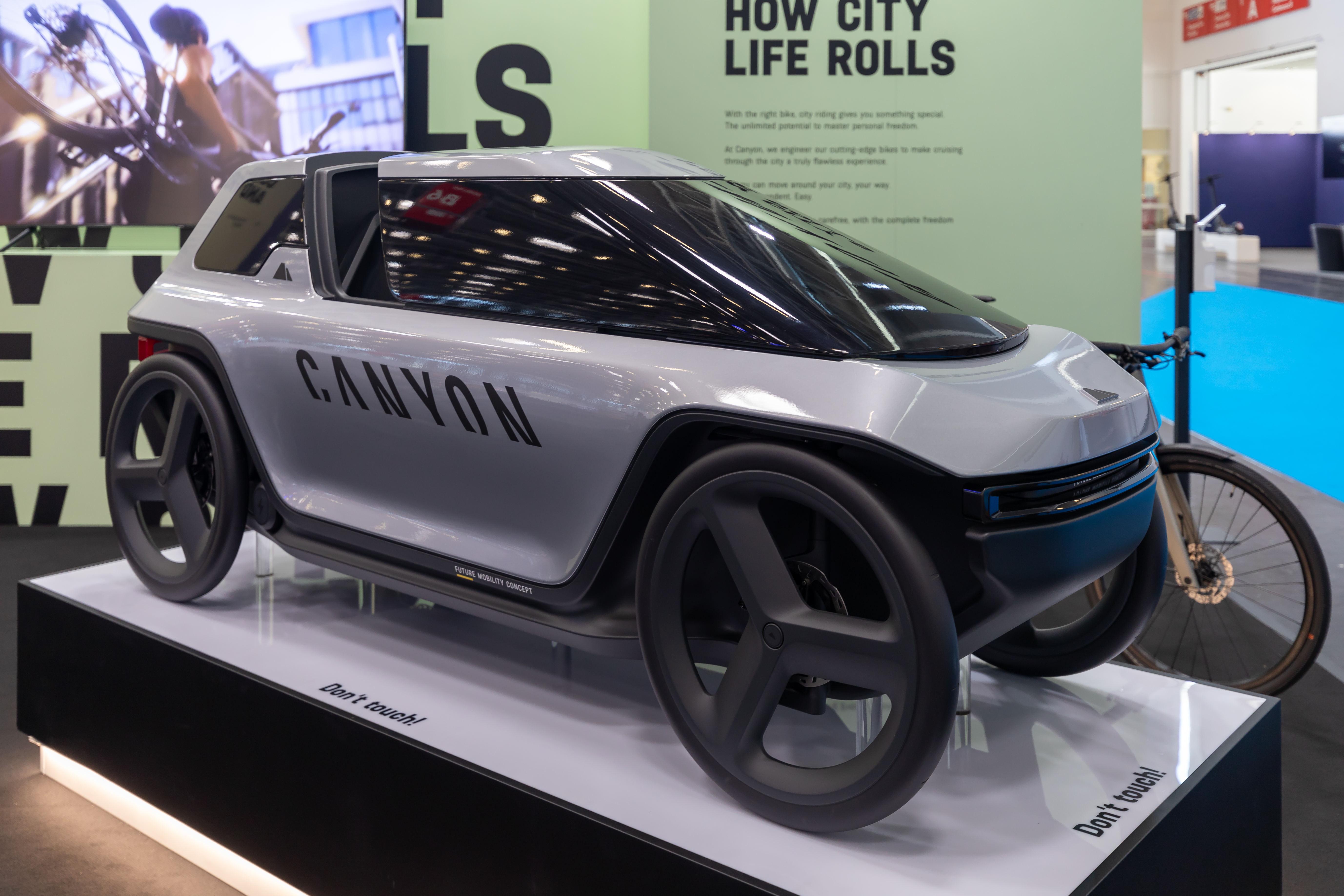
Tretauto-Konzeptfahrzeug (2021)
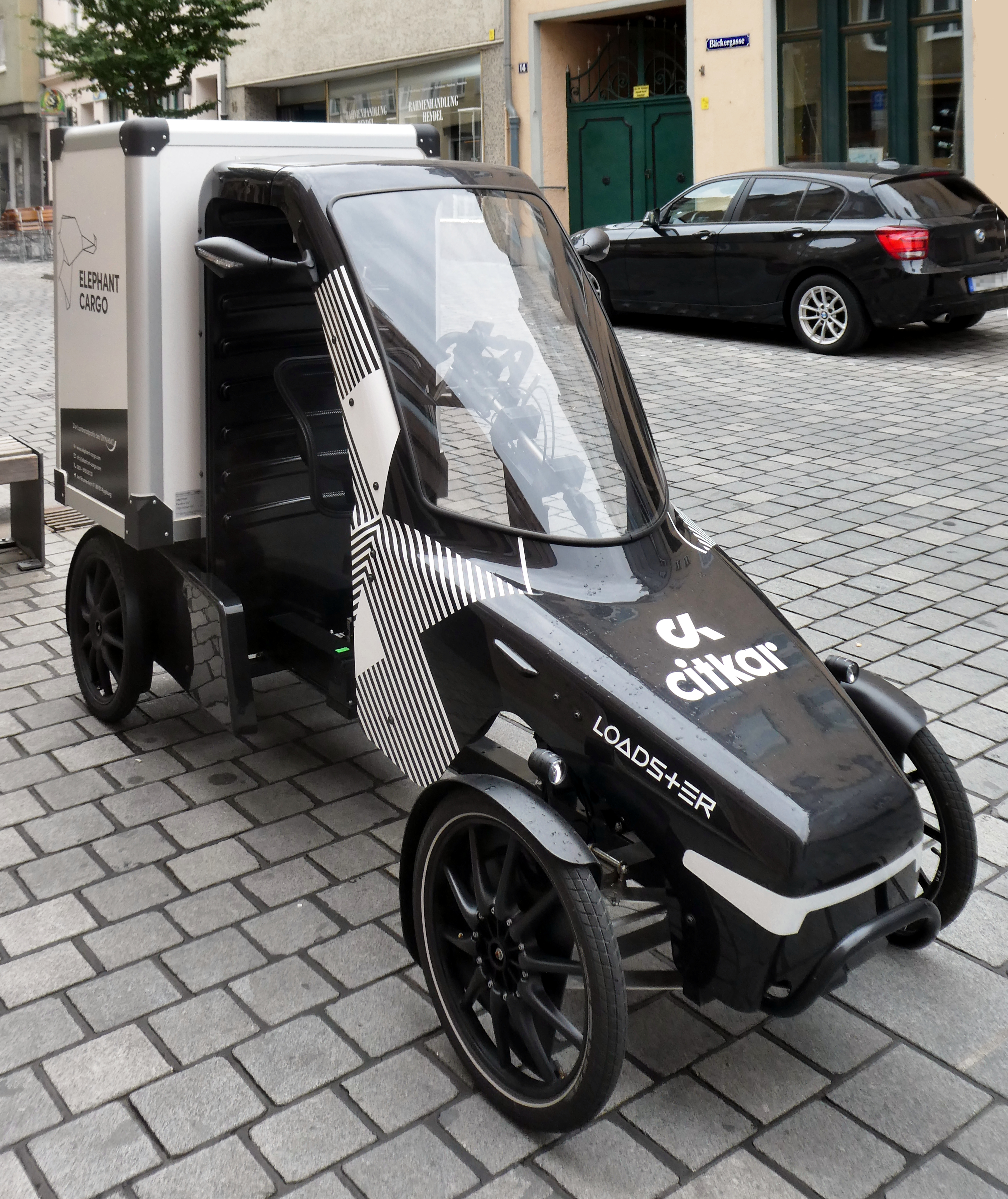
Tretauto-Lastenrad (2022)

## Rezeption
Die Rezeption von Kindern liegt in der Freude am Spielzeug. Museen stellen sie für Kinder und Erwachsen als Teil der Alltagskultur aus.
Frühe Blechspielzeugmodelle werden von Liebhabern gesammelt. Die vermutlich weltweit größte Sammlung von Tretautos besaß Manfred Klauda; sie war in seinem Zentrum für Außergewöhnliche Museen in München ausgestellt.